# Осада Кёнигсберга
Осада Кёнигсберга — военная операция пруссов против Кёнигсбергского замка, одной из главных цитаделей рыцарей Тевтонского ордена. Осада началась в 1262 году, закончилась, возможно, в 1265 году.

## Предыстория
В 1260 году прусские племена восстали против тевтонских рыцарей, пытавшихся обратить их в христианство. Вскоре объединённое войско Литовцев и жемайтов разбило рыцарей Тевтонского и Ливонского орденов при Дурбе. Пруссы также успешно сражались с тевтонцами и осадили несколько замков. Однако взять эти замки они не смогли.

## Битва за Калген
Вокруг Кёнигсбергского замка были построены прусские укрепления, которые должны были отрезать осаждённых от внешнего мира. Великий магистр Тевтонского ордена Анно фон Зангерсхаузен принял решение оказать гарнизону замка военную помощь. В январе 1262 года к осаждённым прибыло подкрепление во главе с Вильгельмом Юлихским и Энгельбертом Маркским. Вечером 21 января они достигли Кёнигсберга. На следующее утро крестоносцы обнаружили прусские крепости пустыми и решили, что устрашенные племена отправились домой. Один из разведчиков обнаружил пруссов в лесу и, несмотря на полученное ранение, смог сообщить об этом рыцарям. В ходе начавшейся битвы крестоносцы вытеснили пруссов в деревню Калген. Рыцари вместе с гарнизоном Кёнигсберга разбили неприятеля. Пруссы потеряли до 3000 человек убитыми. Вскоре после этого сражения подкрепление вернулось обратно. Как только это произошло, уцелевшие самбийцы возобновили осаду замка.

## Ход осады
В 1262 году прусские племена под руководством вождя Налюбе уничтожили поселение Штайндамм близ замка. Не успевшие укрыться в замке жители были перебиты или взяты в плен. В крепости было достаточно продовольствия, чтобы держать осаду до лета. Летом осаждённым должна была поступить помощь с другой стороны реки Прегель. Понимая это, пруссы с помощью кораблей Гланде, вождя самбийцев, заблокировали реку. Но германцы и лояльные им пруссы, во время ночной вылазки, уничтожили несколько судов. Им также удалось поджечь форт, построенный осаждавшими крепость. Последним на помощь пришёл Геркус Мантас, вождь прусского племени натангов.

## Конец осады
Итог осады неизвестен. В разных источниках приводятся противоречивые сведения. По одной из версий, которой придерживались историки Армштедт и Шёгрен, рыцари выступили из замка и разгромили самбийцев. Геркус Мантас был ранен в битве, а его люди были взяты в плен. По мнению архитектора Фрица Гаузе, 1265 году к осаждённым в крепости снова было направлено подкрепление. Узнав об этом, самбийцы сняли осаду и ушли.
Осада Кёнигсберга показала силу рыцарских орденов и слабость пруссов. Рыцари после снятия осады действовали увереннее, и через несколько лет восстание было окончательно подавлено. Кёнигсберг стал главной крепостью Тевтонского ордена в Восточной Пруссии.